# Federico Moccia
Federico Moccia (Roma, Itàlia, 10 de novembre de 1963) és un escriptor italià, autor de diverses novel·les, entre elles "A tres metres sobre el cel", "Tinc ganes de tu", "Perdona si et dic amor", "Perdona però vull casar-me amb tu" i "Carolina s'enamora". En els seus inicis, treballava com a director i guionista de programes televisius.
Federico és un dels fenòmens editorials més inversemblants dels darrers anys. Les seves tres novel·les s'han convertit en un referent indiscutible per al públic jove i adolescent Italià, en primer lloc, i d'altres països mediterranis posteriorment. Aquest públic es veu reflectit en les seves històries que troba autèntiques perquè connecten molt bé amb la seva realitat social, aquella que veuen al seu voltant. Per posar un exemple, direm que la capital Italiana, Roma, ja té la seva pròpia "Ruta Moccia" construïda a base de frases dels seus llibres escrites en forma de "graffitis" a les parets (amb l'escriptura Io e te 3msc, fruit d'una escena de la primera novel·la) o amb el fenomen del "cadenat de l'amor" que consisteix que molts joves, igual que els protagonistes del seu segon llibre, segellen el seu amor tancant un cadenat als fanals del Pont Milvio de Roma.

## Carrera professional
Federico, fill de Giuseppe Moccia (conegut com a Pipolo); va ser guionista de diverses pel·lícules de Totò, Franco Franchi, Ciccio Ingrassia i altres comediants italians. Després, va ser director d'altres comèdies (final dels anys 70 i 80) com ara "Mal Geni Domesticat", "Atila, Flagell de Déu", "El Nen País" o "Mad About You".
"Atila, Flagell de Déu" també va marcar el debut de Federico en el món del cinema, ja que, amb tan sols dinou anys, ja hi va participar com a assistent de direcció.
L'any 1987, Federico roda una nova pel·lícula, anomenada "Palla al centro", la qual passa totalment desapercebuda, de manera de Federico es decanta cap al món de la televisió. L'any següent (1988), va començar la seva nova carrera fent de guionista de la primera temporada de "I ragazzi della 3a C" i l'any 1989 accepta la feina com a director i guionista en el projecte College, sèrie sobre els joves amb Federica Moro, la qual tindrà un èxit moderat. Federico segueix treballant a la TV durant molt temps, però també com a autor, escriu els textos de moltes emissions d'èxit en el camp de l'entreteniment com ara "I Cervelloni", "Fantastica italiana", "Ciao Darwin", "Chi ha incastrato Peter Pan?", "Domenica In e Il treno dei desideri".
Federico va escriure lel seu primer llibre l'any 1992: "A tres metres sobre el cel" (Tre metri sopra il cielo). Al principi, va tenir problemes per trobar un editor disposat a publicar la seva novel·la, però ho va aconseguir (el dia 16 de novembre) en una petita editorial anomenada "Il Ventaglio", però amb una circulació de poques còpies. Per tant, els pocs exemplars publicats van començar a passar de mà en mà i a ser fotocopiats pels joves i apassionats lectors.
En el llibre, les descripcions són riques i detallades, les quals repeteixes sovint noms de marques comercials (sobretot de roba i accessoris) les quals van crear alguns problemes jurídics a Federico.
Posteriorment, l'any 1996, Moccia va fer un altre intent en el cinema amb pel·lícules com Classe mista 3A, la qual va escriure i dirigir. Tot i que hi va participar el seu amic Paul Bonolis, la pel·lícula no va prosperar, fins que l'any 2004, a l'edat de 40 anys, el seu llibre (Tres metres sobre el cel) es difon en els col·legis de Roma i és publicat per Feltrinelli en una edició abreviada; l'èxit segueix augmentant. En el mateix any apareix la pel·lícula sobre el llibre, dirigada per Luca Lucini i protagonitzada per Riccardo Scamarcio i Katy Saunders. Amb "Tres metres sobre el cel", Moccia guanyar el gran premi Torre di Castruccio i el premi "Insula Romana" en l'especialitat juvenil. La novel·la es tradueix i es ven a tot Europa, Japó i Brasil.
El dia 9 de febrer de 2006, Federico llança al mercat la seva segona novel·la, "Tinc ganes de tu" (Ho voglia di te) la qual li proporcionar el premi "Cimitile" en l'especialitat d'actualitat. La novel·la es va convertir en pel·lícula i es va estremar l'any 2007, amb Laura Chiatti en el paper de Gin. La pel·lícula va tenir un gran èxit, va recaudar 16 milions d'euros. Riccardo Scamarcio ja s'havia convertit en un ídol adolescent.
El dia 17 d'abril de 2007, Federico la llençar a la venda la seva tercera novel·la: "Perdona si et dic amor" (Scusa ma ti chiamo amore), publicat per l'editorial Rizzoli. El 25 de gener de 2008, la novel·la ja va ser estrenada en format cinematogràfic, amb Moccia com a director. Raoul Bova i Michelle Quattrociocche com a protagonistes. Com les anteriors produccions, va tenir un gran èxit, recaudant 13 milions d'euros. Al cap de poc temps, Rizzoli va publicar el llibre de Federico titulat: "Diario di un sogno. Le fotografie, i miei appunti, le mie emozioni, dal set del film «Scusa ma ti chiamo amore»", sobre les seves sensacions i pensaments sobre el fenomen de la seva obra.
El 28 de maig de 2007, Moccia va publicar el llibre "Cercasi Niki disperatamente", també publicat per Rizzoli i "La passeggiata (Corriere della Sera, Racconto)", publicada per BUR.
També l'any 2007 va sortir a la venda, de mà de Feltrinelli, "3MSC. Emozioni e sogno. Tre metri sopra il cielo. Lo spettacolo", la qual parla d'un musical basat en l'obra "Tres metres sobre el cel".
El 2 d'octubre de 2008 Federico va donar a conèixer la seva novel·la "Love 14", publicada per Feltirinelli, pel·lícula de la qual es va estrenar el 30 d'octubre de 2009, dirigida pel mateix autor. El 2011 es publica la traducció en català d'aquesta novel·la "Carolina s'enamora", publicada per Columna Edicions.

## El fenomen "Moccia"
Un episodi que apareix a la seva segona novel·la, "Tinc ganes de tu", en el qual els protagonistes segellen el seu amor penjant un cadenat en el Ponte Milvio de Roma, ha estat imitat per milers de joves i, com a resultat, han succeït alguns fenòmens curiosos:
- El primer és que milers de joves italians van copiar a la parella protagonista i, també, varen penjar el seu cadenat en senyal d'amor, on escriuen les seves inicials i després llencen la clau al riu Tiber. El ponte Milvio va ser construït originalment per Gai Claudi Neró l'any 206 abans de Crist, tot i que l'actual fou reconstruït l'any 1429. El lloc és ple d'encant, ja que el pont és situat on abans confluïen la Via Flaminia, la Via Cassia i la Via Veientana i, on sorgia el camí que portava a l'entrada principal de la ciutat, a la Piazza di popolo. Ben a prop, Constantí va vèncer a Masensi i l'Imperi Romà es va cristianitzar. El fenomen ha anat prenent tal dimensió que va a arribar a perillar part de l'estructura d'aquest pont de la ciutat de Roma. El fenomen s'ha traslladat a altres ponts de la ciutat de Roma, com el pont Fabrizio o el pont de Sixte a l'illa Tiberina.
- El cantant Italià Tiziano Ferro també va incloure imatges dels cadenats del pont Milvio en el videoclip del seu darrer àlbum i, així, el que va començar sent un modest símbol, s'ha convertit en una moda de manera que el pont Milvio ha passat a ser també un punt d'atracció per als turistes de la bella ciutat de Roma.
- Cal destacar que aquest símbol, inicialment modest, s'ha traslladat a altres ciutats d'Itàlia i altres països, que han vist els seus ponts plens de cadenats penjant. Inicialment varen ser ponts de la Costa Amalfitana, després va ser Florència i també han viscut el fenomen ciutats com Lago di Como, Nàpols, Milà o Verona, per citar-ne alguns exemples. Actualment, podem trobar ponts amb cadenats d'enamorats que han llençat les claus al riu a ciutats com Praga, Riga o Moscou.
- Pel que fa a l'estat Espanyol, al mes de maig, la premsa es va fer ressò del fenomen, inicialment, a la ciutat de Sevilla, on el pont de Triana també va veure les seves baranes i fanals plens de cadenats amb inicials d'enamorats que havien llençat la clau al riu. Altres ciutats espanyoles amb ponts on han aparegut cadenats són Bilbao (en el pont Zubi-Zuri) o el pont de Pedra a Logronyo, entre moltes altres. A més, el fenomen es pot seguir virtualment, a través de la pàgina oficial del mateix Moccia.
- A Catalunya, s'han trobat cadenats d'enamorats al Pont del Petroli a Badalona, de manera que un terreny antigament industrial s'ha convertit en un emplaçament romàntic i en algun pont de les ciutats de Tarragona i Barcelona.

D'aquesta manera, de forma universal podríem dir, es dona un fenomen "social" que és una perfecta metàfora del fenomen Moccia a nivell literari. Hem passat d'un llibre sense editor a un autèntic best-seller internacional, en el qual hi ha intervingut la indústria cinematogràfica.

## Filmografia
- Guionista, director i actor
  - 1987 - Palla al centre
- Director
  - 1989 - College (Sèrie de televisió)
  - 1996 - Classe 3A mixta
  - 2008 - Perdona si et dic amor
  - 2009 - Love 14
  - 2010 - Ho sento, però et vols casar amb mi?
- Escriptor
  - 1988 - Naturalesa contra
  - 2004 - Tres metres sobre el cel
  - 2006 - Tinc ganes de tu
  - 2007 - Perdona si et dic amor